# Barking Dog
Pour plus de détails, voir Fiche technique et Distribution.
Barking Dog ou Barking Dogs Never Bite (hangeul : 플란다스의 개, RR : Flandersui gae, littéralement « Le chien des Flandres ») est une comédie dramatique sud-coréenne écrite et réalisée par Bong Joon-ho, sortie en 2000.

## Synopsis
Yun-ju était déjà dominé par sa femme et préoccupé par le financement du pot-de-vin qui lui permettra de faire avancer sa carrière dans l'enseignement. Il est maintenant dérangé par un chien qui aboie dans son immeuble. Hyeon-nam, autre égarée de la vie, s'occupe de cet immeuble et notamment de diffuser les annonces de recherches de chiens perdus...

## Fiche technique
- Titre : Barking Dog
- Titre original : 플란다스의 개 (Flandersui gae)
- Titre international : Barking Dogs Never Bite
- Réalisation : Bong Joon-ho
- Scénario : Bong Joon-ho, Son Tae-ung et Song Ji-ho
- Décors : Lee Yeong et Lee Jin-yeong
- Costumes : Choe Yun-jeong
- Photographie : Cho Yong-gyu
- Montage : Lee Eun-su
- Musique : Jo Seong-woo
- Production : Cho Min-hwan
- Société de production : Uno Film
- Société de distribution : Cinema Service
- Pays d'origine : Corée du Sud
- Langue originale : coréen
- Format : couleur - 1.85 : 1 - Dolby Digital - 35 mm
- Dates de sortie :
  -  Corée du Sud : 19 février 2000
  -  Espagne : 26 septembre 2000 (Festival international du film de Saint-Sébastien)
  -  Belgique : 7 août 2002
  -  France : 5 juillet 2006 (Paris)

## Distribution
- Lee Seong-jae : Yun-ju
- Bae Doona : Hyeon-nam
- Byun Hee-bong : le concierge
- Go Su-hee : Jang-ii
- Kim Ho-jung : Bae Eun-sil
- Kim Roe-ha : M. Choi Mo
- Seong Jeong-seon

## Autour du film
Le titre original donne une référence satirique à la nouvelle anglaise Nello et le chien des Flandres (A Dog of Flanders, 1872) de Ouida, publiée en 1872. Celle-ci est popularisée en Asie par une adaptation en série animée japonaise intitulée Un chien des Flandres (フランダースの犬) de Yoshio Kuroda, diffusée en 1975.

## Distinctions

### Récompenses
- Festival international de Slamdance 2001 : Prix d'espoir (Lee Eun-su)
- Festival international du film de Munich 2001 : Meilleure production (Cho Min-hwan)
- Festival international du film de Hong Kong 2001 : Prix FIPRESCI (Bong Joon-ho)

### Nominations
- Slamdance Film Festival 2001 : Grand prix du Jury (Bong Joon-ho)
- Buenos Aires International Festival of Independent Cinema 2001 : Meilleur film (Bong Joon-ho)
- Festival international du film de Bogota : Meilleur film (Bong Joon-ho)